# Újszilvás
Újszilvás is een plaats (község) en gemeente in het Hongaarse comitaat Pest. Újszilvás telt 2663 inwoners (2001).